# Cassiano dal Pozzo
Cassiano dal Pozzo (Turijn, 21 februari 1588 – Rome, 22 oktober 1657) was een Italiaans geleerde, mecenas en kunstverzamelaar.

## Biografie
Dal Pozzo werd geboren in Turijn,  uit een adellijk geslacht dat oorspronkelijk afkomstig was uit Biella. Met hulp van zijn oom Carlo Antonio Dal Pozzo, de aartsbisschop van Pisa, kon hij studeren in Florence. Nadat hij een tijd in dienst was geweest van Ferdinando I de' Medici verhuisde hij in 1612 naar Rome, waar hij in dienst trad van het pauselijke hof. Rond 1615 begon hij met het verzamelen van prenten en tekeningen. Hij was sinds 1623 secretaris van kardinaal Francesco Barberini en vergezelde deze in 1625 en 1626 op diens diplomatieke reizen naar Frankrijk en Spanje. Dal Pozzo gaf de  Mona Lisa haar bekende bijnaam "La Gioconda"; hij zag het beroemde schilderij van Leonardo da Vinci in Kasteel van Fontainebleau en beschreef het in zijn dagboek. Na zijn terugkeer in Rome betrok hij samen met zijn broer Carlo een huis in de buurt van de Sant'Andrea della Valle, waar hij de rest van zijn leven zou blijven wonen.
Sinds 1622 was hij lid van het wetenschappelijk genootschap Accademia dei Lincei, waar hij veel gelijkgestemden ontmoette en in 1626 werd hij opgenomen in het letterkundig genootschap Accademia della Crusca. Naast zijn grote verzameling kunsttekeningen was hij ook zeer geïnteresseerd in de oudheid. Hij liet tekeningen en afgietsels maken van beroemde kunstwerken, zoals de zuil van Trajanus, en ondersteunde kunstenaars als Nicolas Poussin, Simon Vouet, Alessandro Algardi, Artemisia Gentileschi, Gian Lorenzo Bernini, Pietro da Cortona en Caravaggio. Na de dood van Federico Cesi, oprichter van de Accademia dei Lincei, kocht hij diens onderzoeken, boeken en wetenschappelijke instrumenten om te voorkomen dat diens verzameling uit elkaar zou vallen. Zijn "Il Museo cartaceo" (papiermuseum) bestond uit een immense verzameling door Pietro Testa gedrukte tekeningen van oudheidkundige objecten in en rond Rome. Deze verzameling werd na de dood van de broers verkocht aan Paus Clemens XI. In 1762 werd de verzameling aangekocht door koning George III van het Verenigd Koninkrijk en bevindt zich nu voor het grootste gedeelte in de Koninklijke Bibliotheek.